# Bulbophyllum leve
Bulbophyllum leve är en orkidéart som beskrevs av Rudolf Schlechter. Bulbophyllum leve ingår i släktet Bulbophyllum och familjen orkidéer. Inga underarter finns listade i Catalogue of Life.